# Динозаври
Динозаврите (Dinosauria) са надразред животни от клас Влечуги (Sauropsida). В продължение на повече от 160 млн. години, започвайки от късния триас преди около 230 млн. години, те са най-широко разпространените сухоземни гръбначни животни на Земята. В края на периода креда, преди около 65 млн. години, динозаврите претърпяват катастрофално масово измиране, от което оцеляват само някои птици, също част от групата на динозаврите, обособила се през юра.
Динозаврите са много разнородна група животни, а птиците, с повече от 9 хил. вида са най-разнородната група съвременни гръбначни след бодлоперките. Освен птиците, палеонтолозите разграничават над 500 рода и 1000 вида динозаври. Динозаврите присъстват на всички континенти, както като съществуващи днес видове птици, така и като фосилни находки. Част от динозаврите са растителноядни, а други – хищни, някои се придвижват на два крака, други – на четири, а трети могат да ходят и на два, и на четири крака. Много видове са развили сложни скелетни форми, като брони, рогове или черупки, а повечето изграждат гнезда, в които снасят яйцата си. Макар и известни с големите размери на някои видове, повечето динозаври имат човешки ръст или са по-дребни.
Наименованието „динозавър“ е създадено през 1842 г. от английския палеонтолог Ричард Оуен и идва от гръцките думи δεινός („страшен“, „могъщ“, „удивителен“) и σαῦρος („гущер“). До средата на 20 век голяма част от научната общност неправилно смята динозаврите за тромави неинтелигентни студенокръвни животни, но повечето изследвания, проведени от 70-те години насам показват, че те са активни животни с интензивен метаболизъм и многобройни адаптации, предназначени за общуване.
От откриването на първите фосили на динозаври в началото на 19 век, скелетите на динозаври се превръщат в една от главните атракции в много музеи по света, а динозаврите стават част от световната култура. Те са тема на изключително популярни филми и книги като „Джурасик парк“, а новите открития в тази област са широко отразявани в медиите.
Терминът „динозавър“ понякога се използва неформално, за да обозначи други праисторически влечуги, например пеликозаврите, крилатите птерозаври и водните ихтиозаври, плезиозаври и мозазаври, въпреки че формално погледнато те не са динозаври.

## Определение
Таксонът Dinosauria получава формално името си от английския палеонтолог Ричард Оуен през 1842 г. Терминът е получен от гръцките думи δεινός („динос“, което означава „ужасен“, „страшен“) и σαύρα („савра“, което означава „гущер“ или „влечуго“). Оуен го избира, за да изрази изумлението си от размера и величието на древните животни, както и от техния внушителен арсенал от челюсти и нокти.
Динозаврите били изключително разнообразни. Някои били тревопасни, други – месоядни. Някои динозаври ходели на два крака, други на четири, а трети, като игуанодона, лесно можели да ходят и на два, и на четири крака. Независимо от това, почти всички известни дотогава динозаври са приспособени предимно за сухоземна, а не за водна или въздушна среда.

## История на изучаването
Гигантските кости откривани понякога в земните недра, в античността са смятани за останки на герои ог епохата на Троянската война. През средните векове до 19 век се е приемало, че това са останки от исполини, за които се споменава в Библията, които загинали през времето на всемирния потоп. В Далечния изток костите им са смятани за драконови като им е приписвана и целебна сила.
През 1824 г. президентът на Кралското геологично общества Уилям Бъкланд докладва за находка от 1815 г. открита в юрски пластове в Стоунзфилд (графство Оксфордшир), състояща се от няколко кости и фрагменти, принадлежали на допотопно животно. Благодарение на помощта на видния специалист по сравнителна анатомия Жорж Кювие, Баклънд класифицирал находката като останки от гигантски хищен гущер (на латински: sauria) и същевременно го нарича мегалозавър – „огромен гущер“.
През 1826 г. Гидеон Ментъл, хирург от Люис (графство Съсекс), член на Линеевскогото общество, представя пред геологическото общество открити зъби на неизвестен до момента вид, който е наречен от него игуанодон (в буквален смисъл „игуанозъб“). Зъбите на древното същество наподобявали на съвременна игуана. През 1833 г. Ментъл описва и хилеозавър – представител на панцирните гущери анкилозаври.
През 1842 г. английския биолог Ричард Оуен след като констатира несъмненото сходство между трите открити изкопаеми вида със съвременните рептилии ги отделя в самостоятелен подразред, наречен Dinosauria („ужасни гущери“).
През 1858 г. в САЩ е открит добре запазен скелет на хадрозавър. Той променя представите за динозаврите, че са четириноги, като показва, че те са се придвижвали и на два крака. През следващите десетилетия са открити и представители на повечето основни групи динозаври. Особени заслуги затова имат американските палеонтолози Отнийл Марш и Едуард Коп. Те откриват и описват в подробности 142 нови вида като апатозаври и бронтозаври, диплодок и стегозавър, моноклон, трицератопс и други. Събирането на повече материал от изкопаеми довело до разделянето на динозаврите през 1887 г. на две семейства – птицетазови и гущеротазови.
През първата половина на 20 век голяма част от учените погрешно вярвали, че динозаврити били едри и тромави същества. През 1970-те започва да се променя мнението за тях. Изследванията показвали, че динозврите били активни животни с повишен метаболизъм и разнообразни особености на социално взаимодействие.
През 1964 г. находка на дейноних произвела научна революция, за това че устройството на скелета позволявало развиване на голяма скорост на придвижване, а от там и факта, че видът бил топлокръвен. Идеята, че динозаврите били топлокръвни, наложила да се промени и представата за физиологията и поведението на динозаврите. През 1979 г. се появили и първите доказателства за наличието на родителски инстинкт и социално поведение на древните гущери. Сравнение на горните крайници на дейониха с крило на птица накарало учените да предположат, че птиците са произлезли от динозаврите. Това допринесло и до откриване на оперение при много видове динозаври. През 2005 г. учени успели да изолират колаген от съхранили се меки тъкани на тиранозавъра и да използват химическия му състав като още едно доказателство на родството на динозаврите с птиците. 

### В наши дни
Редица учени днес утвърждават, че около една трета от описаните видове не са съществували. Причината за това е, че в миналото учените описвали динозаври от един и същи вид, но в загинали в различни етапи на своето развитие. При друго изследване на учени е установено, че почти половината от видовете динозаври са наречени неправилно .
Днес се наблюдават две противоположни тенденции в систематиката на динозаврите. При първата палеонтолозите продължават дробенето на съществуващите таксони като ги отделят по различни признаци в нови родове и видове. Другата част от учените поставят под съмнение за коректност по-рано описани видове. Така например през 2007 г. Джак Хорнър публикува статия, в която изказва съмнения, че видовете Dracorex hogwartsia, Stygimoloch spinifer и Pachycephalosaurus wyomingensishas са практически различни възрастови форми на един и същи вид. През 2009 г. Джак Хорнър при проучване на черепа на Nanotyrannus прави извод, че този динозавър е фактически млад тиранозавър. През 2010 г. в изданието Journal of Vertebrate Paleontology е публикувана статия на палеонтолози от щатския университет в Монтана, в която се изказва мнение, че Triceratops и Torosaurus са два различни ръстови стадия на един вид. В същата година други учени от Йелския университет описват нов род динозаври – Mojoceratops, кости от които преди това са причислявани към Chasmosaurus.

## Произход и еволюция

### Предци на динозаврите
Влечугите обитавали Земята още преди появата на динозаврите. От тях се появили и предците им – архозаврите („господстващи гущери). Появата и развитието на архозаврите вървяла успоредно с масовото измиране на терапсидите на границата между перм и триас. В началото на триас възникнали и множество нови видове.
При ранните динозаври се появяват важни признаци, които отсъстват при повечето от текодонтите. Това били промени възникнали с положението на тялото спрямо крайниците и характера на придвижване. Задните крайници стават практически вертикални. При повечето видове те са значително по-дълги от предните. Това им качество позволява да се придвижват само със задните крайници.
Висшите форми на терапсидите, по начин на отглеждане на потомството, много наподобявали на еднопроходните бозайници а, по някои предположения притежавали дори и млечни жлези и космена покривка. Внезапният упадък на тероморфите и разцвета на „същинските гущери“ е една от най-интригуващите загадки на палеонтологията. 
Динозаврите се отклонили от своите предци архозаврите почти 20 млн. години след масовото пермско измиране. Днес останките от най-древните динозаври са на възраст около 230 млн. години. През 2010 г. обаче група американски, немски и южноафрикански палеонтолози представя съвместния си труд, според който първите динозаври населявали Земята са с няколко милиона години по-млади, отколкото е смятано до момента. Изводите им са направени от амализ на останките от новото динозавроподобно влечуго Asilisaurus kongwy. То е родствен на динозаврите вид живял преди 245 – 240 млн. години. Учените твърдят, че още в това време различията между Dinosauriformes и най-ранните динозаври вече били съществени. Следователно общият предтеча на динозаврите се отделя от групата Ornithodira на много по-ранен етап, отколкото се е смятало до момента.
Според една от хипотезите динозаврите се появили за пръв път на територията на съвременния континент Южна Америка. Постепенно се разпространяват по цяла Пангея.

### Първите динозаври
За един от най-ранните известни днес динозаври се счита Staurikosaurus. Живял е преди 228 млн. години. Частично запазен скелет от него е открит в триаски отлагания на територията на Бразилия. Големият пищял и дългата бедрена кост са характерни за бягащи животни.  През 1963 г. в триаски отложения в северозападна Аржентина е описан ереразавър. Поради непълния скелет на древното животно учените не успяват да го класифицират. Едва през 1988 г. е открит по-запазен скелет от ереразавър. Тогава той е класифициран като примитивен теропод . Откритият в Мексико вид Tawa hallae потвърждава връзката на ереразавъра с по-късните тероподи. . Ереразавърът достигал дължина до 4 m и тегло 200 – 250 килограма. Черепът е дълъг и тънък и не притежава характерните признаци на по-късните тероподи , строежът на задните крайници е характерен за ранните динозаври . Четири години по-късно в Аржентина е открит скелет на още по-древен динозавър – еораптор. По външен вид наподобявал много на останалите влечуги, но особеностите на костите и зъбите позволяват видът да бъде отнесен към примитивните тероподи . Палеонтолозите предполагат, че общият прароднина на всички динозаври наподобява на еораптор. . Ако тези техни предположения се окажат верни, то изводът е, че първите динозаври представлявали малки двуноги хищни животни.  Откриването и на други дребни динозавроподобни – Орнитодири, като видовете Marasuchus и Lagerpeton поддържа идеята, че древните динозаври са били малки и се придвижвали на два крака.
Най-древната известна група сред птицетазовите динозаври е Fabrosauridae. Най-ранният от тях е пизанозавър, открит в Аржентина. Най-добре проучен от Fabrosauridae е род Lesothosaurus от Южна Африка. Подобно на всички останали фаброзавриди той достигал дължина около 1 метър. Строежът на задните крайници е характерен за бипедалните животни. Някои части на скелета са сходни с тези на ранните тероподи, но тазовите кости и устройството на черепа и зъбите носят чертите на птицетазовите динозаври.
В началните етапи на еволюцията на динозаврите Земята е обитавана от различни видове архозаври и терапсиди като етозаври, цинодонти, дицинодонти, орнитозухиди, ринхозаври и други. По всичко личи, че в края на триас динозаврите издържали продължителната конкуренция с тези животни преди да ги победят в еволюционно отношение и да достигнат разцвет. Според други учени обаче господстващото положение на динозаврите е постигнато не в резултат на превъзходството им над останалите групи, а на случайност. В началото динозаврите не се славели с голямо видово разнообразие и се опитвали да заемат екологични ниши, владени от други видове животни. Видовете им съставлявали едва 1 – 2 % от общата фауна на планетата. На по-късен етап обаче те се превръщат в съществен компонент на фауната като достигат 50 – 90 % от животинските видове през определени епохи. Преди около 200 млн. години започва т. нар. триаско измиране. Това събитие окончателно освободило екологични ниши за динозаврите като открива възможност за еволюция на такива групи като Crocodylomorpha, птерозаври, бозайници, костенурки и динозаври.

### Видова диверсификация през креда
Статистическите изследвания, основаващи се на откритите палеонтологически материали предполагат, че видовото разнообразие на динозаврите значително се е увеличило през късна креда. През 2008 г. палеонтологът Греъм Лойд изказва предположение, че богатството на видове през креда се дължи на илюзия. Това се дължи на факта, че най-добре изучените земни пластове са именно от този период. Вместо това той смята, че в късна креда съществено развитие претърпяват само две групи – хадрозаври и цератопси. В ерата на креда започва разцвета на покритосемените растения. Те се превръщат в съществена част от наземната флора. Откритите копролити от динозаври обаче показва, че повечето от тревопасните видове продължавали да се хранят с голосеменни растения. В същото време обаче растителноядните насекоми и бозайниците се развили много бързо и разностранно с цел да заемат новопоявилите се екологични ниши. Гущерите, змиите, крокодилите и птиците също бързо успели да заемат новите звена в хранителната верига. Лойд и други негови колеги предполагат, че именно отказът на динозаврите да се приспособят към новите хранителни условия ги обрича на изчезване .

## Описание
Динозаврите представлявали доминиращи сухоземни гръбначни животни през мезозой, триас и креда. Останалите групи гръбначни животни били ограничени по размери на тялото и биологичните ниши, които заемали. Бозайниците например рядко надвишавали размера на домашна котка и по правило представлявали потенциална плячка за динозаврите. Като изключение от това правило е видът Repenomamus giganticus, бозайник с тегло 12 – 14 kg., за който е известно, че се е хранил с малки динозаври – например млади екземпляри на вида Psittacosaurus.
Динозаврите представлявали необичайно голяма група животни. Според изследвания от 2006 г. са описани повече от 500 рода динозаври, а според палеонтологични оценки броят им може да достигне до около 1850. Така около 75 % от родовете все още не са открити и описани. Според предишни изследвания се смята, че родовете могат да достигнат до 3400, но не са останали палеонтологични доказателства за това. Към 17 септември 2008 г. са описани 1047 вида динозаври. Нито един от откритите видове обаче до днес не е живял в морска или въздушна среда. Единствено е известно, че спинозавърът вероятно е водил полуводен начин на живот. Останки от динозаври са открити на всички континенти, включително и на Антарктида.

### Размер
Само малка част от животните се вкаменява, и по-голямата част от тези, които са се вкаменили все още е погребана в земята. Много малка част от откритите екземпляри са пълни скелети, а отпечатъците от кожа и други меки тъкани са редки. Възстановяването до пълен скелет чрез сравняване на размера и морфологията на костите с тези на други, по-добре известни видове, е неточно изкуство, а реконструирането на мускулите и другите органи на живото животно е в най-добрия случай обоснована догадка. Затова и учените вероятно никога няма да сигурни кои са най-големите и най-малките динозаври. Днес е открито голямо видово разнообразие на динозаври. Едни от тях се придвижвали на два крака, други на четири, а такива като Ammosaurus и игуанодон са се придвижвали еднакво лесно на два или четири крака. Много от тях притежавали характерни особености като например костна броня при анкилозаврите или рогови пластинки при стегозадрите, рога при трицератопса или гребен на главата при паразауролофа.
Най-високият и най-тежък динозавър, известен по пълен скелет е брахиозавърът, открит в Танзания между 1907 и 1912 г. Днес е окачен на показ в музея Хумболт в Берлин. Той е висок 12 m и вероятно приживе е тежал между 30 и 60 тона. Най-дългият пълен динозавър е 27-метровия диплодок, открит в Уайоминг, САЩ, и изложен в Националния природонаучен музей „Карнеги“ в Питсбърг през 1907 г.
Макар и представата на човечеството за динозаврите да е за животни с огромни размери на тялото много от видовете имали размери на тялото като на човек, а други видове били дребни и като домашна котка. Ако не включваме съвременни птици като колибрито, най-малките известни динозаври са били с размера на врана или пиле, с дължина около 60 cm. Един от най-малките известни динозаври е видът Hesperonychus elizabethae, живял в Северна Америка и описан през 2009 г. Дължината на тялото му била 50 cm и тежал около 2 kg. Велоятно се е хранил с насекоми, дребни бозайници и малки на динозаври.
Един от най-едрите хищни динозаври, живели на Земята е спинозавър. По размери на тялото той превъзхождал дори тиранозавъра. Дължината на тялото му била 16 – 18 m, а височината му 8 m. Други едри хищници били и гиганотозавъра и кархародонтозавъра, достигащи дължина около 13 m. Най-известният сред хищните динозаври – тиранозавър също не отстъпвал по размери на тялото. Най-едрият известен представител на вида е скелет с дължина 12,8 m. През 1970 г. в Монголия са разкопани предни крайници на дейнохейрус с дължина почти 2,5 m. Имайки предвид размерите и формата на тялото на вида се предполага, че дължината на тялото на този екземпляр би могла да достигне 20 m. Ако оценките за дължината на този екземпляр са верни то вероятно това ще е най-едрия хищен динозавър известен до момента.
В мартенския брой за 2011 г. на публикации на Бразилската академия на науките Anais da Academia Brasileira de Ciências е публикувана статия, посветена на находка от 2005 г. открита от международна палеонтологическа експедиция Ангола. На около 70 km северно от Луанда са открити вкаменелости на десен преден крайник на нов неизвестен вид растителнояден динозавър – зауропод, наречен Angolatitan adamastor (Angolatitan – анголски титан; adamastor – митически гигант Адамастор). Обикновено четирикраките завроподи достигали дължина 25 – 35 m (диплодок, аргентинозавър, суперзавър, завропосейдон).

## Класификация
Надразред Dinosauria – Динозаври
- Разред Ornithischia – Птицетазови
  - Инфраразред Ceratopsia – Цератопси
  - Семейство Heterodontosauridae
  - Инфраразред Ornithopoda – Орнитоподи
  - Инфраразред Pachycephalosauria
  - Подразред Thyreophora
- Разред Saurischia – Гущеротазови
  - Подразред Sauropodomorpha
    - Инфраразред Prosauropoda – Прозавроподи
    - Инфраразред Sauropoda – Завроподи

  - Подразред Theropoda – Тероподи
    - Coelurosauria – Целурозаври
    - Инфраразред Carnosauria – Карнозаври
    - Инфраразред Ceratosauria
    - Надсемейство Coelophysoidea
    - Семейство Herrerasauridae
    - Надсемейство Spinosauroidea

### За деца
- „Какво е динозавър?“ Архив на оригинала от 2006-07-13 в Wayback Machine. в сайта „Дечица“

### Научнопопулярни
- Имало ли е динозаври в България? Архив на оригинала от 2007-06-18 в Wayback Machine., статия в „Светът на палеологията“

### Български динозавърски каталог
- Дино Каталог Архив на оригинала от 2010-11-19 в Wayback Machine. Описания на видове динозаври, справочна информация и статии.
- Живели ли са динозаври на територията на България? Архив на оригинала от 2016-03-05 в Wayback Machine.

### Специализирани
- DinoData Сайт за специалисти – есета, класификация, анатомия ((en)).
- Dinosauria On-Line Архив на оригинала от 2008-01-25 в Wayback Machine. Сайт за специалисти, есета, произошение, речник ((en)).
- The Dinosauricon ((en))
- Dinosauromorpha Cladogram Архив на оригинала от 2008-02-18 в Wayback Machine. ((en))
- Dinobase Архив на оригинала от 2006-09-08 в Wayback Machine. ((en))
- Planet Dinosaur Архив на оригинала от 2008-10-07 в Wayback Machine. ((en))